# Plaza de toros de Fregenal de la Sierra
La plaza de toros de Fregenal de la Sierra está situada en el municipio español homónimo, en la provincia de Badajoz (Extremadura). 
La plaza de toros está catalogada de tercera categoría y cuenta con un aforo de 4.800 localidades.

## Historia
Uno de los encantos especiales que tiene este coso taurino, es el ubicado en el patio del castillo de Los Templarios. La historia y el desarrollo urbanístico de la villa no puede entenderse sin la presencia e influencia de esta fortaleza.
Con anterioridad, hubo otra plaza de toros en esta localidad pacense que era propiedad de la Cofradía de la Ánimas y Mayordomía de la Virgen de los Remedios. Los ingresos obtenidos se destinaban al mantenimiento del culto a la Patrona de Fregenal.
Esta antigua plaza estaba en muy mal estado en el año 1785, motivo por el cual se acometieron las obras de esta actual en el interior del Castillo. La obra inicial tuvo una ampliación en 1916 al construirse toda la parte del graderío. Estas obras  fueron costeadas por los propios vecinos al no disponer de fondos el consistorio local. A cambio, se cedió a los donantes a la propiedad de los Palcos.

## Feria Taurina
Fregenal de la Sierra concentra sus festejos taurinos en el mes de septiembre, en el marco de las celebraciones de San Mateo.